# Ялтинский уезд
Ялтинский уезд — административная единица в Таврической губернии Российской Империи. Создан согласно указу Императора Всероссийского Николая I от 17 сентября 1837 года ст.ст., утверждённого в марте 1838 года Правительствующим Сенатом Российской империи. Административный центр — город Ялта.

## География

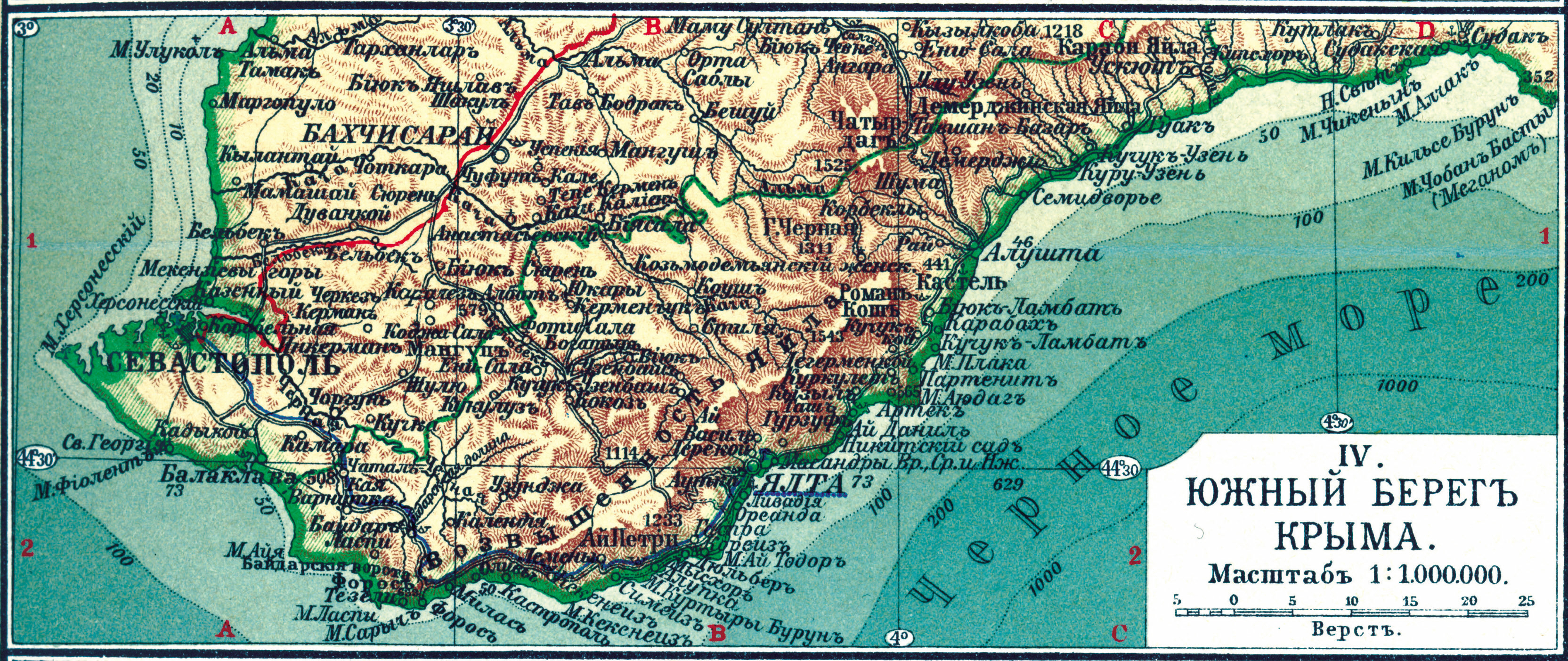
Ялтинский уезд на карте 1903 года

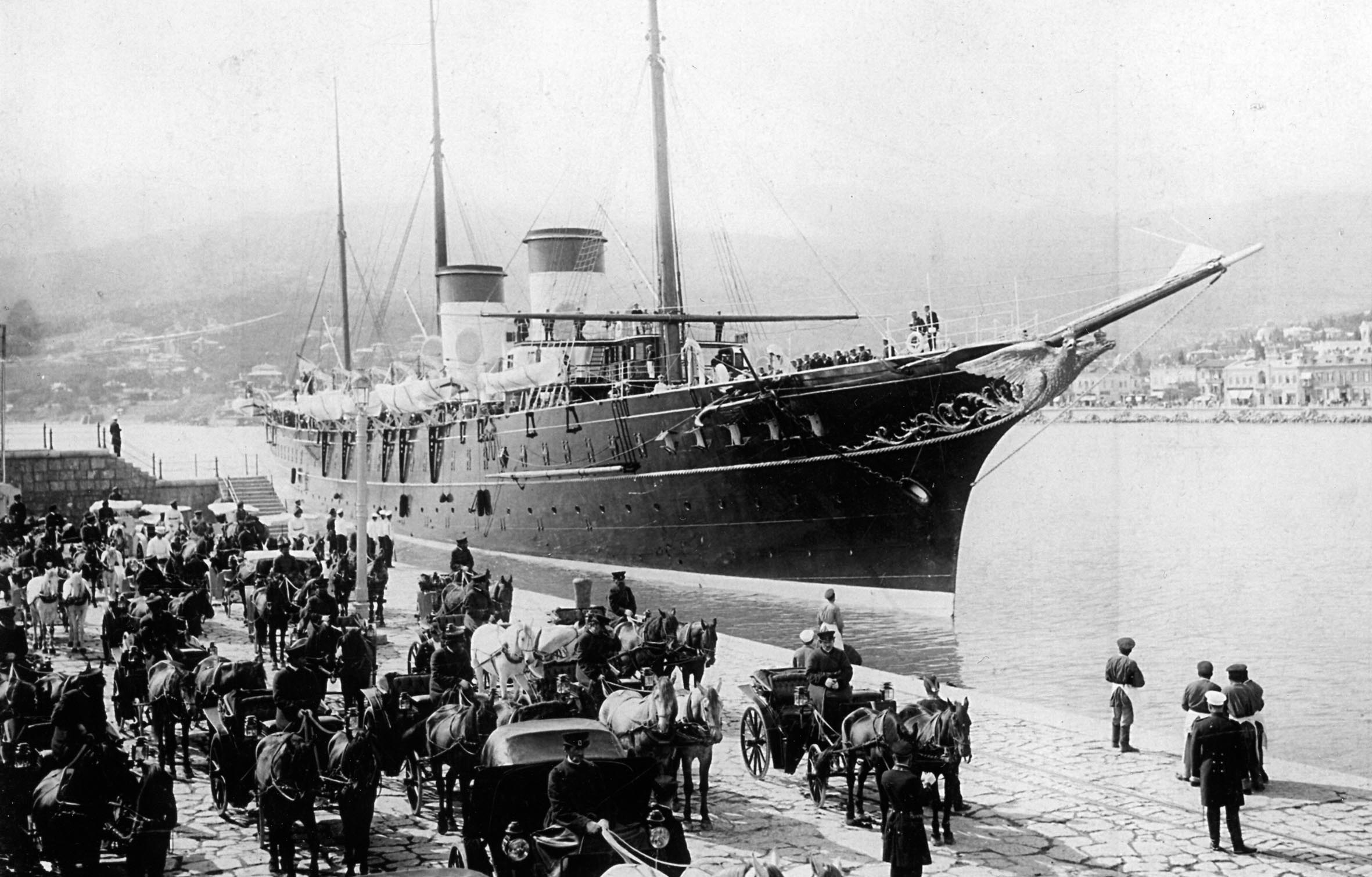
Императорская яхта Штандарт в Ялте. 1898 год

Ялтинский уезд создан согласно указу Императора Всероссийского Николая I от 17 сентября 1837 года ст.ст., утверждённого в марте 1838 года Правительствующим Сенатом Российской империи. Уезд расположен в южной части Крымского полуострова и занимает узкую прибрежную полосу от Георгиевского монастыря (в 12 верстах от г. Севастополя) на Западе до границы Феодосийского уезда на Востоке. Площадь Я. у., по исчислению Стрельбицкого, равна 1558,6 кв. вер. или 162 400 дес., по данным земства — 173 164 дес.; это наименьший из уездов губернии. Поверхность гористая. Плоская степь Херсонесского полуострова незаметно повышается к окрестностям г. Балаклавы и здесь появляются первые холмы и утесы (до 1000 фт. н. ур. м.) Крымских гор (Яйлы), цепь которых возвышается постепенно на В; мыс Айя достигает 1500 фт., отсюда начинается так назыв. «Южный берег»; приморский склон гор обрывист, утесист и во многих местах не имеет талюса — утесы непосредственно омываются волнами Чёрного моря. Далее на В горный хребет постепенно удаляется от моря (на 1,5 у Байдарских ворот, до 5 в. — у гор. Алушты, считая от вершины гор до моря) и самые горы повышаются до 4—5 тыс. фт. У гор. Алушты, конечного пункта Южного берега на В, горный хребет внезапно прерывается. Таким образом Южный берег состоит из более или менее крутого, обращенного к морю горного ската, защищенного с С горами, благодаря чему климат его значительно теплее и растительность роскошнее, чем в других местностях уезда — здесь растут вечнозеленые кустарники и деревья: руксус, ладаник, арбутус и т. п., а из культивируемых — маслины, лавры, кипарис и проч.; склоны гор (до 1200 фт.) покрыты виноградниками; виноградная лоза встречается и в диком состоянии; в садах разводят нежные сорта фруктов.
У г. Алушты гора Бабуган-яйла (вершина которой Роман-Кош, высшая точка Крымских гор возвышается на 5063 фт. н. ур. м.) низким хребтом Агиз-хыр (1800 фт.) соединена с горою Чатыр-дагом (5003 фт.), последняя же подобным же низким хребтом (2500 фт.) соединяется с г. Демерджи (4451 фт.), за которою хребет Яйлы, понижаясь, отходит от моря верст на 10 и образует плоскую возвышенность Караби-Яйлу, по которой проходит граница с Феодосийским уездом. Начиная с г. Алушты, местность становится открытой, доступной сев. и сев. вост. ветрам и здесь вечнозелёная растительность исчезает. Сев. склон Яйлы изрезан хорошо орошенными долинами; вследствие частых туманов и сев. ветров, от которых долины не защищены, виноградарства в них почти не производится; леса составляют главное богатство этой части уезда. Вершины гор, представляющие собою большей частью обширные площади, заняты главн. образ, пастбищами (по местному «яйла», отчего произошло и самое название хребта). Подпочва долин состоит из известняка, мергеля и песчаника третичной системы; на Южном берегу преимущественно из лейясова глинистого сланца, серого, бурого и чёрного цвета, местами мергелистого песчаника и мергелистого известняка. Глинистый сланец прикрыт конгломератом и песчаником, которые служат резервуаром атмосферных осадков и питают большую часть ручьев и речек. Конгломерат и песчаник прикрыты в свою очередь юрским и неолитовым известняком; из последнего главным образом сложены и самые горы. Вершины Яйлы, состоящие из оолитового известняка, глинистого сланца и андезита, большей частью лишены растительности. По средним скатам гор, где твердые породы покрыты новыми образованиями, состоящими из глины, известковой и мергельной почвы, растительность довольно разнообразна; но она особенно роскошна в долинах, оврагах и по берегам речек, где встречается глубокая намывная почва, и где нет недостатка в наземе и влажности. Почва по Южному берегу двух типов — тяжелая глинистая, желтоватого и красноватого цвета и более легкая, происшедшая от разрушения лейясовых глинистых сланцев; обе почвы содержат в себе много камней разной величины, преимущественно оолитового известняка. Первая из этих почв преобладает в выходящих на Южной берег долинах. Орошение горной области Я. у. обильно — здесь берут своё начало pp., текущие на С в Чёрное море — Чёрная (Казыклы), орошающая Байдарскую долину, Бельбек (Кабарта) Кача, Алма, Салгир, текущий в Сиваш. Южная часть Я. у. имеет такую незначительную долину, что орошающие её источники не собираются в реки и круто падают в море, часто образуя водопады (Учан-Су бл. г. Я.); здесь много ключей.

## Население
В 1897 г. в Я. у. насчитано 70 228 жителей (39 923 мжч. и 31 305 жнщ.), из них 14 543 в гг. Я. и Балаклаве. В настоящее время городское население сильно возросло и в 1902 г. превышает 25 000 (в Я. — около 20 000, в Балаклаве — 2500, в Алуште, преобразованной в 1902 г. в город — около 3000). По густоте населения Я. у. (свыше 50 жит. на 1 кв. вер.) занимает первое место в губернии. Коренное население состоит главным образом из так называемых крымских татармагометан, которые составляют 89 % всех жителей; затем идут русские (6,3 %), евреи и греки (по 2 %) и проч. национальности. Среди пришлого населения преобладают русские. Татары в последние 2 года сильно выселяются в пределы Турции.

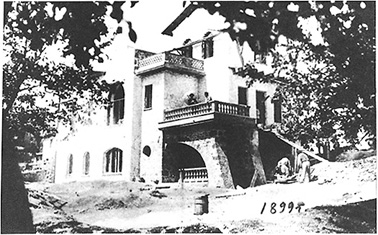
Дача А. П. Чехова, Ялта, 1899 г.
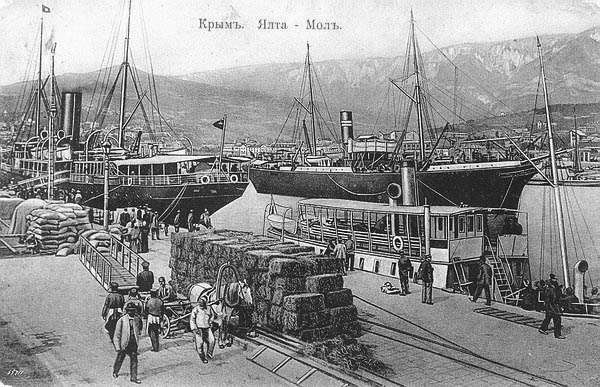
Ялтинский мол.
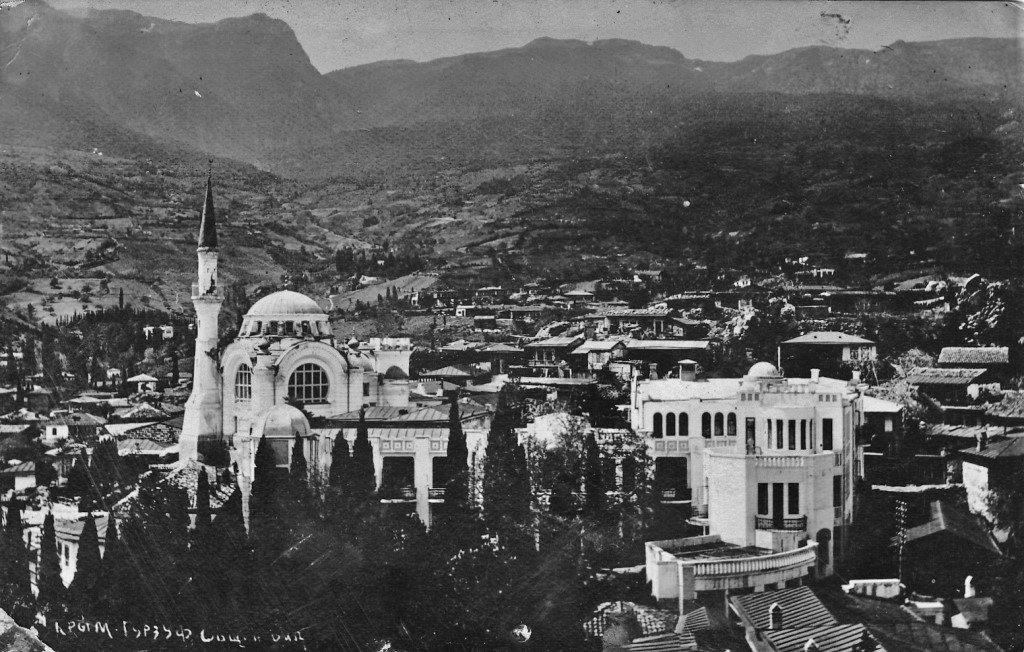
Гурзуф
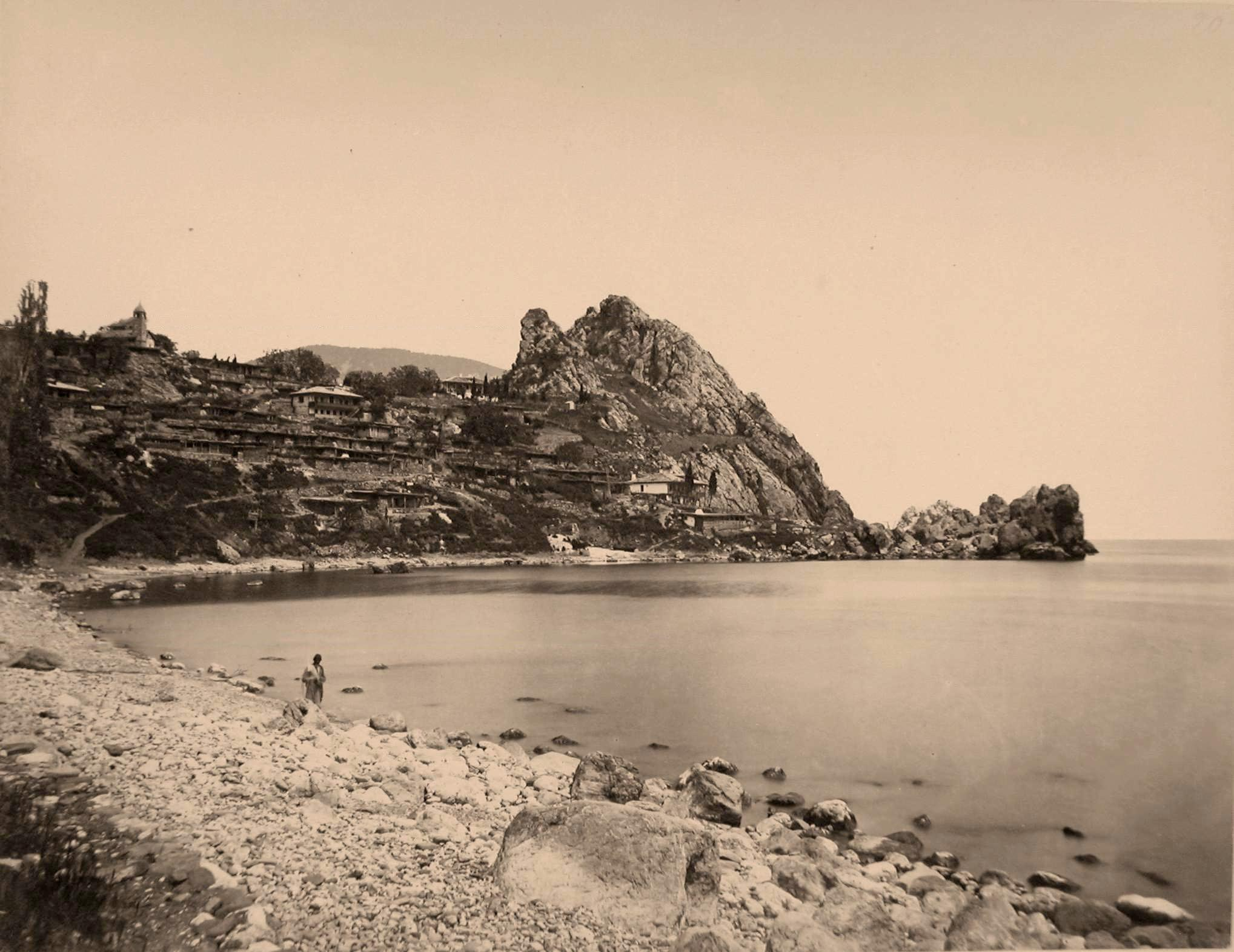
Гурзуф, 1880 г.
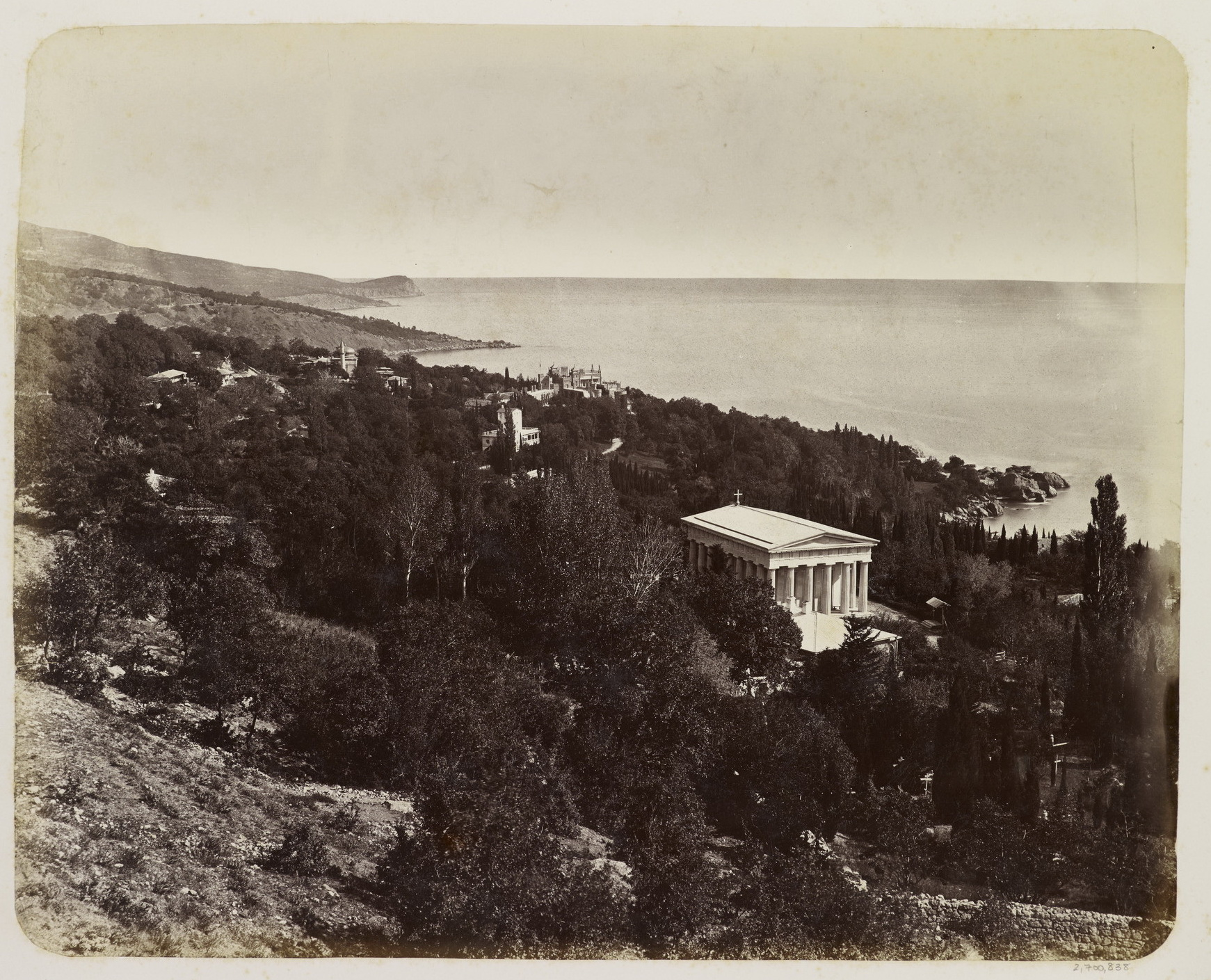
Алупка, 1869 г.
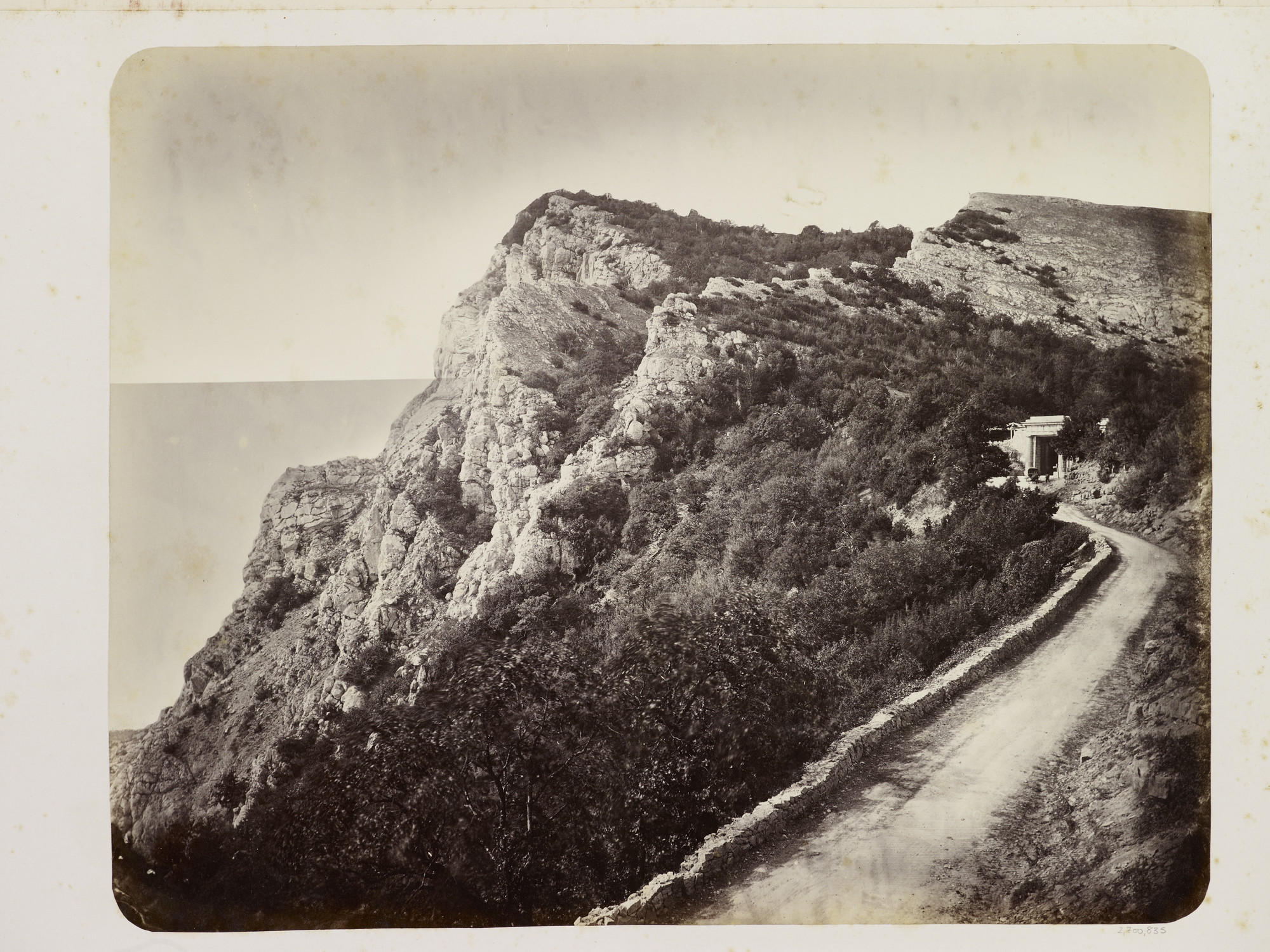
Байдарский перевал.

## Землевладение
Из 173 164 дес. принадлежат: поселянам собственникам — 77 078, частным владельцам — 65 328, казне и уделу — 23 625, городам — 5411, церквам и монастырям — 1057, магометанским мечетям и школам (вакуфной) — 664 дес. Среди 5077 частн. владельцев более всего (67 %) дворян; они же являются и самыми крупными собственниками (среднее влад. — 225 дес.); 20 % крестьян, ост. 13 % — лица друг. сословий. Среднее владение в у. — 13,6 дес. преобладают владения мелкие. 34 % всех владельцев имеют до 1 дес., 59 % — от 1 до 10 дес. Частное землевладение весьма подвижно, особенно на Южном берегу, где в последнее время крупные владельцы часто распродают свои имения по участкам (иногда в несколько сот саженей величиной) под постройку дач; много распродают земель и эмигрирующие татары. Продажные цены на землю в Я. у. весьма разнообразны: на Южном берегу, особенно в городах и курортных поселках, участки продаются от 5 до 100 руб. и дороже за 1 кв. саж., сады и виноградники — от 1000 до 6000 р. и дороже за 1 дес., в горах же и долинах в 1901 г. были совершены сделки по 25 и 50 руб. за 1 дес. Арендная цена на землю тоже подвержена сильным колебаниям, смотря по местности и характеру сдаваемых участков; в среднем по уезду в 1901 г. она составляла 27 р. 50 к. за 1 дес. По особенно дорогой цене сдаются участки на Южном берегу под табачные плантации (поливные), до 600 р., и под фруктовые сады — до 1500 р. за 1 дес. Сельское Хозяйство. По угодьям земли Я. у. распределяются так:
Пахотные земли 10 821 дес. 7,8 % Сенокосные 10 644 дес. 7,8 % Под виноградниками 2118 дес. 1,5 % Под фруктовыми садами 1034 дес. 0,8 % Под табачными плантациями 2316 дес. 1,7 % Пастбищные земли 48 000 дес. 34,8 % Лес 63 000 дес. 45,5 % Всего удобной земли 137 933 дес.
Остальные 45 000 дес. — под неудобными пространствами (горы, свалы и т. п.). Культурные земли составляют менее 20 % общей площади удобных земель, остальные 80 % — под лесом и пастбищами, которыми покрыты нагорные части уезда. Из культурных земель большая часть находится во владении крестьян, кроме виноградников, 75 % которых принадлежит частным владельцам. Крестьянам принадлежит большая часть пастбищ, лес же преимущественно (60 %) находится во владении частных лиц. Из полевых растений разводят главным образом озим. пшеницу и ячмень; рожь, овес. Яров. пшеница, картофель и др. культивируются в небольших размерах. Виноградарство и виноделие существуют в пределах нынешнего Я. уезда с древних времен; особенно они были развиты при генуэзцах, во время турецкого владычества сильно сократились и вновь начали развиваться по присоединении Крыма к России. В 1811 г. основан Имп. Никитский сад (в 7 вер. от гор. Я.), а в 1828 г. при нём Магарачское учил. виноделия с лабораторией. Виноградники крестьянтатар в среднем составляют около 0,3 дес. каждый; у частных владельцев они значительно обширнее; особенно велики виноградники удельного ведомства (до 120 дес.), и у наследников кн. Воронцова (до 80 дес.). Частные владельцы и удел разводят лозы заграничных сортов, которые, переродившись в Крыму, дают хорошее вино. Средний урожай винограда (в вине) от 150 до 200 ведер с 1 дес., в удельных садах — 168 вед. В 1901 г. средний урожай в ягодах составил 175 пуд. с 1 дес. Татары сбывают своё вино крупным садовладельцам и скупщикам. Садоводство занимает второстепенное место в хозяйстве Я. у.; разводятся главным образом груши, а на Южном берегу, кроме того, айва, миндаль, кизил, мушмула, каштаны, инжир и гранаты. Табаководство особенно развито среди татар и пришлых табаководов (греков и турок), арендующих землю под плантации, платя за 1 дес. поливной земли от 30 до 250 р. и дороже и от 8 до 120 руб. за неполивную. Всех плантаций в Я. у. около 5000, большей частью мелких (менее 0, 5 дес.); разводят главным образом мало-азийские сорта, а также американские. Средний урожай с 1 дес. от 40 до 65 пуд.; чистый доход от 170 до 350 руб.; общий сбор табаку со всего уезда св. 100 тыс. пуд., на сумму до 1 500 000 руб. Скотоводство слабо развито. В 1901 г. у крестьян было лошадей и ослов 4630, крупн. рогатого скота — 12 634 гол., овец — 46 288, коз — 2570, буйволов — 83, свиней — 350; у частных владельцев (в 1900 г.) лошадей и ослов — 934, крупн. рогат, скота — 1807 гол., овец и коз — 3729, свиней — 112. Обрабатывающая промышленность не развита: фабрик и заводов нет, подспорьем крестьянам-татарам в гористых местностях служат разработка леса, жжение угля, изготовление различных предметов из дерева (колеса, лопаты, арбы и т. п.) и собирание в лесу орехов. Железных дорог в пределах Я. у. нет; шоссе вдоль Южного берега и через горы в Симферополь и Бахчисарай хорошо содержатся.

## Курорт
Лечебные свойства Я. уезда значительны и ежегодно привлекают туда массу приезжих, преимущественно из средней и северной России, как для временного, так и для постоянного пребывания. Сюда приезжают ради воздуха, горных прогулок (имеется горный клуб в Я.), морского купанья (в Гурзуф, Балаклаву, Ялту и др.), лечения виноградом (Я., Гурзуф, Алупка и друг.). Весь Южный берег усеян поселками, состоящими из дач; наиболее благоустроены Гурзуф, Алупка, Семеиз, г. Алушта.

## Образование и здравоохранение
В 1902 г. в Я. у. было содержимых земством одна больница, 7 приемных покоев и 2 фельдшерских пункта; кроме того 3 неземские больницы. В 1903 г. в Я. у. начальных школ было: 17 земских (1128 учащихся), 3 городских (309), 7 мин. народн. просвещ. для татар (188), 7 церк. приход. и 4 шк. грамоты духовн. вед. (в тех и других 645 уч.), 2 удельн. вед. (134), 2 частные бесплатные и 1 евр. талмуд-тора. Из школ были: 7 — в г. Ялте, в гг. Балаклаве и Алуште по 1, остальные — в уезде. Среди учащихся мальчики составляют 63 %, девочки — 37 %; русских — 54 %, татар — 19 %, греков — 18 %, евреев — 6 %, друг. национальностей — 3 %. Кроме переименованных школ в Я. у. имеется 49 магометанских школ (мектебов), находящихся в плохом состоянии. Бюджет уездн. земства (по смете на 1903 г.). Расходы исчислены в 323 859 руб., из них на зем. управление — 2 2545 р., дорожные сооружения — 36 860 р., народное образование — 50 874 руб., общественное призрение — 28 576 р, медицину — 80 587 р. Главная статья дохода уездного земства — сборы с недвижимых имуществ: 205 595 р., или 64 % всех доходов. Ср. «Сборник статистических сведений по Таврической губ.» (т. VIII, ялтинские уезд, Симф., 1888); «Журн. засед. Таврич. губ. зем. собрания 1903 г.» (Симф., 1904); «Постановления Ялтинского уездн. зем собр. 1902 г.» (Я., 1903).

## Территориальное деление
- Алушта
- Ялта
- Байдарская волость
- Богатырская волость
- Дерекойская волость
- Кучук-Узеньская волость

С 1912 по 1917 годы города Алушта и Ялта, а также Дерекойская волость входили в состав Ялтинского градоначальства.